# Sikorsky S-69
Der Sikorsky S-69 (militärische Bezeichnung XH-59) war ein Experimentalhubschrauber des US-amerikanischen Herstellers Sikorsky Aircraft mit zwei Koaxialrotoren und zwei Jet-Triebwerken.

## Geschichte
Ende 1971 erteilte das Army Air Mobility Research and Development Laboratory, das später Teil des Army Research Laboratory wurde, Sikorsky den Auftrag zur Entwicklung des ersten Prototyps. Die S-69 war ein Demonstrator für das Advancing Blade Concept (ABC) und wurde von der US-Army, der US-Navy und der NASA finanziert.
Die erste gebaute S-69 (73-21941) flog erstmals am 26. Juli 1973. Bei einem Absturz mit niedriger Geschwindigkeit am 24. August 1973 wurde sie jedoch aufgrund unerwarteter Rotorkräfte und des fehlerhaften Steuerungssystems schwer beschädigt. Die Zelle wurde dann für Tests im 40×80-Fuß-Windkanal des NASA Ames Research Center 1979 umgebaut und dort getestet. Die zweite fertiggestellte Flugzeugzelle (73-21942) flog erstmals am 21. Juli 1975. Die Testflüge ohne Turbojets wurden bis zum 9. März 1977 durchgeführt. Nachdem die zwei Turbojets installiert wurden, begannen die Tests am 6. April 1978 und dauerten bis zum 31. Mai 1980. Alle Tests fanden auf den Testgeländen des Applied Technology Laboratory in Stratford (Connecticut), West Palm Beach (Florida) und Rentschler Field East Hartford (Connecticut) statt. Als Hubschrauber erreichte der XH-59A eine Höchstgeschwindigkeit von 156 kts (289 km/h), mit den Hilfsturbojets 238 kts (441 km/h). Der Flugbereich wurde ausgeweitet auf eine maximale Geschwindigkeit von 263 kts (487 km/h; 303 mph) und einer maximale Höhe von 25.000 ft (7.600 m). Die Tests bestätigen mit kleinen Einschränkungen das ABC-Konzept. Der XH-59A zeigte allerdings starke Vibrationen und hatte einen hohen Kraftstoffverbrauch.
Das 106-Stunden-Testprogramm (66 Stunden in Hubschrauberkonfiguration)für den XH-59A endete 1981. 1982 wurde vorgeschlagen, den XH-59A mit fortschrittlichen Rotoren, neuen Triebwerken (zwei GE T700) und einem ummantelten Schubpropeller am Heck anstatt der Triebwerke auf die XH-59B-Konfiguration umzustellen. Dieser Vorschlag wurde nicht umgesetzt, da Sikorsky sich weigerte, einen Teil der Kosten zu zahlen. Ab 2007 finanzierte Sikorsky und seine Partner die Entwicklung der nächsten Hubschrauber unter Verwendung des Advancing Blade-Konzepts, den Sikorsky X2 und S-97 Raider.

## Konstruktion
Das Advancing Blade Concept der XH-59A bestand aus zwei starren gegenläufigen Rotoren, die 30 Zoll Abstand zueinander hatten. Die gegenläufigen Rotoren bewirkten, dass das Retreating blade stall, der Strömungsabriss des rücklaufenden Rotorblattes, kompensiert wurde mit dem vorlaufenden Blatt des zweiten Rotors. Durch die sehr steifen Rotoren wurde außerdem das Flattern der Rotorblätter beim Strömungsabriss des nach hinten laufenden Rotorblattes verhindert. Für die Steifheit der Rotoren musste Titan anstelle von Aluminium verwendet werden, das mittels teurem keramischen Warmformwerkzeugen in die notwendige Form gebracht wurde. Mit diesem System musste kein Flügel für hohe Geschwindigkeiten und zur Verbesserung der Manövrierfähigkeit integriert werden.
Außerdem war am Heck kein Rotor für den Drehmomentausgleich erforderlich. Der Vorwärtsschub wurde von zwei seitlich am Flugzeugrumpf angebrachten Turbojets bereitgestellt, so dass die Hauptrotoren nur für den Auftrieb benötigt wurden. Das bedeutete, dass die Rotordrehzahl reduziert werden konnte, was gut gegen den Stall und das Flattern half. Es wurde eine gute Schwebestabilität gegen Seitenwind und Rückenwind festgestellt. Allerdings fehlte bei den installierten Jets die Kraft zum Schweben außerhalb des Bodeneffekts. Auch aus Sicherheitsgründen wurde deshalb Kurzstarts und -landungen durchgeführt.

## Verbleib der Flugzeuge
Die Flugzeugzelle 73-21941 ist im NASA Ames Research Center eingelagert und 73-21942 ist im Army Aviation Museum in Fort Rucker, Alabama.

## Technische Daten
| Kenngröße             | Daten |
| --------------------- | --- |
| Besatzung             | 2 |
| Länge                 | 12,42 m (40 ft 9 in) |
| Rotordurchmesser      | 10,97 m (36 ft 0 in) |
| Höhe                  | 4,01 m (13 ft 2 in) |
| Leermasse             | (9.000 lb) (11.100 lb) mit Turbojets |
| Gesamtmasse           | (11.500 lb) mit wenig Kraftstoff und abgeschalteten Turbojets 5.700 kg (12.500 lb) mit Kraftstoff und Turbojets                                                           |
| max. Startmasse       | 5.000 kg (11.000 lb) mit Turbojets, 4.100 kg (9.000 lb) ohne Turbojets |
| Rotor                 | 2 Dreiblattkoaxial mit 30 Zoll Abstand |
| Rotordrehzahl         | 345/min |
| Triebwerke            | - 2 × Pratt & Whitney J60-P-3A turbojet, jeweils 13,35 kN (3.000 lbf) - 1 × Pratt & Whitney Canada PT6T-3 Turbo Twin Pac turboshaft, 1.825 PS (1.360 kW) (oder 1.500 PS ) |
| Höchstgeschwindigkeit | 322 mph, 518 km/h oder 263 kts (303 mph; 487 km/h) mit Jets [5] (184 mph, 296 km/h oder 156 kts (180 mph; 289) km/h) ohne Düsen)                                          |
| Reisegeschwindigkeit  | 109 kts (125 mph, 185 km/h) |
| Dienstgipfelhöhe      | 15.000 ft, 4.570 m (25.000 ft (7.600 m) mit Jets ) |
| Steigrate             | 1200 ft/min bei 140 kn (6 m/s bei 259 km/h) |